# Консейсан-ду-Арагуая

Консейсан-ду-Арагуая на карте штата.

Консейсан-ду-Арагуая (порт. Conceição do Araguaia) — муниципалитет в Бразилии, входит в штат Пара. Составная часть мезорегиона Юго-восток штата Пара. Входит в экономико-статистический микрорегион Консейсан-ду-Арагуайа. Население составляет  45 557 человек на 2010 год. Занимает площадь 5829,482 км². Плотность населения — 7,81 чел./км².

## История
Город основан 3 ноября 1888 года.

## Известные уроженцы
- Веллитон Соарес де Мораис — футболист, игрок московского Спартака.

## Демография
Согласно сведениям, собранным в ходе переписи 2010 г. Национальным институтом географии и статистики (IBGE), население муниципалитета составляет:
| Полное население                               | Полное население                               | Полное население                               | Полное население                               | 45 557 |
| ---------------------------------------------- | ---------------------------------------------- | ---------------------------------------------- | ---------------------------------------------- | ------ |
| в том числе:                                   | Городское население                            | 32 464                                         | Процент городского населения, %                | 71,26  |
|                                                | Сельское население                             | 13 093                                         | Процент сельского населения, %                 | 28,74  |
|                                                | Мужское население                              | 23 309                                         | Процент мужского населения, %                  | 51,16  |
|                                                | Женское население                              | 22 248                                         | Процент женского населения, %                  | 48,84  |
| Плотность населения, чел/км²                   | Плотность населения, чел/км²                   | Плотность населения, чел/км²                   | Плотность населения, чел/км²                   | 7,81   |
| Население муниципалитета в % к населению штата | Население муниципалитета в % к населению штата | Население муниципалитета в % к населению штата | Население муниципалитета в % к населению штата | 0,60   |

По данным оценки 2015 года население муниципалитета составляет 46 395 жителей.

## Статистика
- Валовой внутренний продукт на 2003 год составляет 206 063 626,00 реалов (данные: Бразильский институт географии и статистики).
- Валовой внутренний продукт на душу населения на 2003 год составляет 4691,69 реалов (данные: Бразильский институт географии и статистики).
- Индекс развития человеческого потенциала на 2000 год составляет 0,718 (данные: Программа развития ООН).

## Важнейшие населенные пункты
| № | Населённый пункт     | Населённый пункт (порт.) | Категория | Население чел. (2010) | На карте                       |
| - | -------------------- | ------------------------ | --------- | --------------------- | ------------------------------ |
| 1 | Консейсан-ду-Арагуая | Conceição do Araguaia    | город     | 32 464                | 8°16′07″ ю. ш. 49°16′02″ з. д. |
| 2 | Аласиландия          | Alacilândia              | поселок   | 589                   | 8°12′55″ ю. ш. 49°36′45″ з. д. |
| 3 | Жонкон-Трез-Ирманс   | Joncon-Três Irmãos       | поселок   | 506                   | 7°50′39″ ю. ш. 49°17′32″ з. д. |
| 4 | Падри-Жозину         | Padre Josino             | поселок   | 263                   | 8°28′00″ ю. ш. 49°34′59″ з. д. |